# Petrovice (Rakovníki járás)
Petrovice település Csehországban, Rakovníki járásban. Petrovice Senomaty, Příčina, Šanov, Řeřichy, Krakov, Hvozd, Malinová és Zavidov településekkel határos. Lakosainak száma 278 fő (2024. január 1.).

## Népesség
A település lakosságának változását az alábbi diagram mutatja:
| Lakosok száma | 633  | 549  | 633  | 435  | 296  | 242  | 271  | 274  | 277  | 278  |
|               | 1869 | 1890 | 1921 | 1950 | 1980 | 2001 | 2017 | 2019 | 2022 | 2024 |